# Sainte-Gemme, Indre
Sainte-Gemme là một xã ở tỉnh Indre ở miền trung nước Pháp. Xã này có diện tích 32,5 kilômét vuông, dân số năm 1999 là 273 người. Khu vực này có độ cao trung bình 85 mét trên mực nước biển.
Thị trấn này nằm trong công viên tự nhiên vùng Brenne.